# Simmering

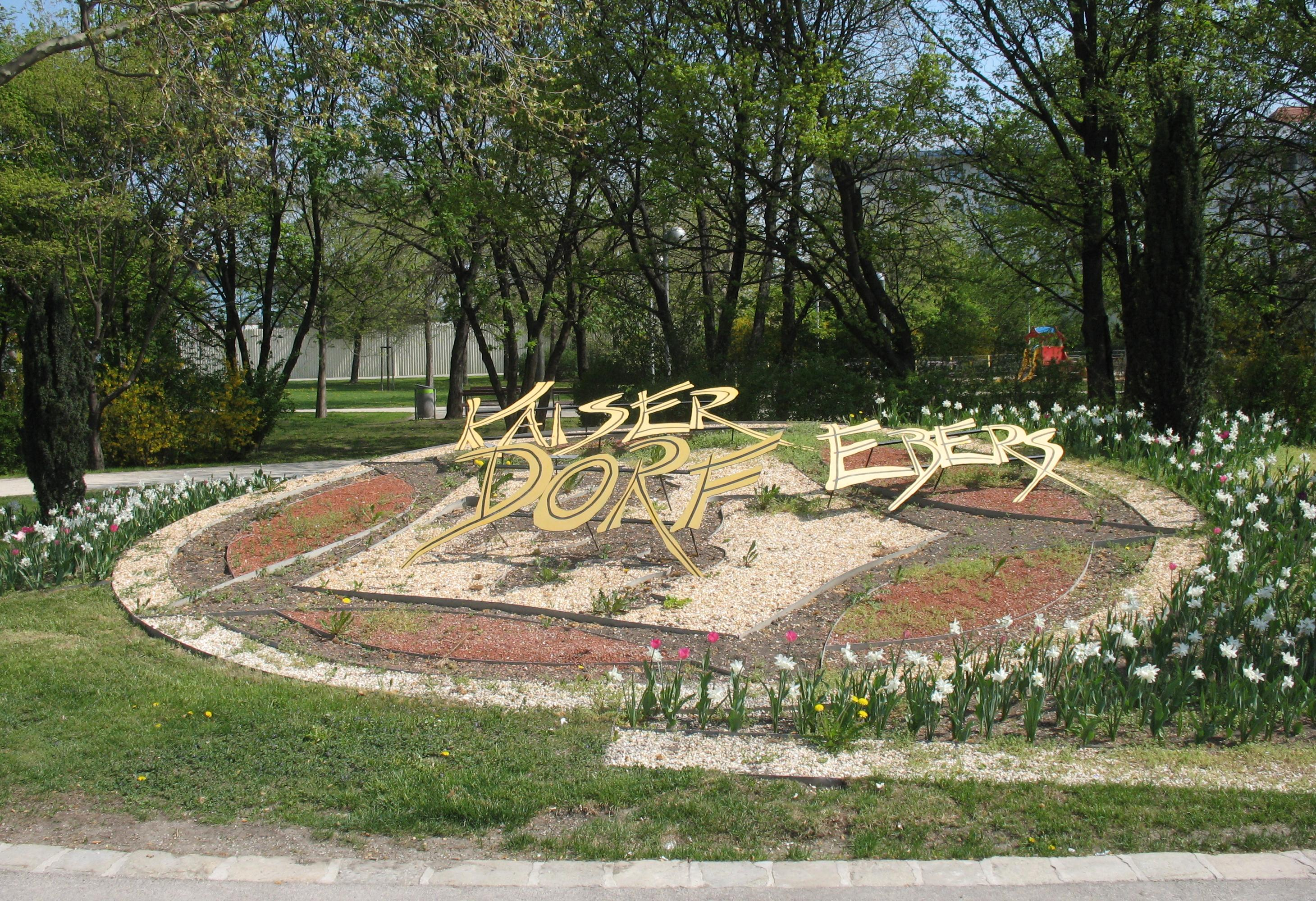
Kaiserebersdorf

Simmering ( [ˈzɪmɐˌʀɪŋ] (ajuda·info)) é um distrito da cidade de Viena.

## Política

### Líder distrital
Renate Angerer é a Bezirksvorsteherin (líder distrital) de Simmering desde 2003.

### Conselho distrital
- SPÖ 33
- FPÖ 10
- ÖVP 5
- Os Verdes 4